# Trsťany
Trsťany é um município da Eslováquia, situado no distrito de Košice-okolie, na região de Košice. Tem 6,59 km² de área e sua população em 2018 foi estimada em 295 habitantes.

## Demografia
| Ano:        | 1994 | 2004   | 2014    | 2024    |
| ----------- | ---- | ------ | ------- | ------- |
| Broj ljudi: | 234  | 245    | 291     | 350     |
| Razlika:    |      | +4,70% | +18,77% | +20,27% |

| Ano:               | 2023 | 2024   |
| ------------------ | ---- | ------ |
| Número de pessoas: | 330  | 350    |
| Diferença:         |      | +6,06% |